# Klamelizaur
Klamelizaur (Klamelisaurus gobiensis) – czworonożny, roślinożerny dinozaur z grupy zauropodów (Sauropoda) o bliżej niesprecyzowanej pozycji systematycznej, prawdopodobni espokrewniony z mamenchizaurem.
Znaczenie jego nazwy – jaszczur z gór Kalameili
Żył w okresie późnej jury (ok. 156-154 mln lat temu) na terenach Azji. Długość ciała ok. 17 m, wysokość ok. 5,5 m, masa ok. 20 t. Jego szczątki znaleziono w Chinach (na pustyni Gobi).
Był to zauropod, przedstawiał pośrednią formę w ewolucji zauropodów. Posiadał masywne zęby i wysoki kręgosłup. Może okazać się dorosłym osobnikiem belluzaura.